# Orsolobus mapocho
Orsolobus mapocho är en spindelart som beskrevs av Forster och Norman I. Platnick 1985. Orsolobus mapocho ingår i släktet Orsolobus och familjen Orsolobidae. Inga underarter finns listade i Catalogue of Life.